# Nati nel 1979/Settembre
| Questa pagina contiene informazioni ricavate automaticamente dalle voci biografiche con l'ausilio del template Bio e di un bot. L'aggiornamento è periodico e automatico e ricostruisce completamente la pagina. Se manca una persona in questa lista, sei pregato di non aggiungerla, ma accertati piuttosto che la sua voce biografica contenga il template Bio e che i dati anagrafici siano correttamente compilati. Se il template Bio manca, inseriscilo tu stesso o, in alternativa, metti l'avviso {{tmp\|Bio}} che ne segnala la mancanza. Se i dati riportati sono sbagliati, correggi direttamente la voce biografica; le modifiche saranno visibili in questa lista entro pochi giorni. Per chiarimenti vedi il progetto biografie. La lista contiene solo le 380 persone che sono citate nell'enciclopedia e per le quali è stato implementato correttamente il template Bio. Pagina aggiornata al 10 ago 2025. |

- 1º settembre - Oumar Abakar, ex calciatore ciadiano
- 1º settembre - Samir Al Wahaj, calciatore libico
- 1º settembre - Rizvan Fərzəliyev, giocatore di calcio a 5 azero
- 1º settembre - Karam Gaber, lottatore egiziano
- 1º settembre - Margherita Granbassi, conduttrice televisiva e ex schermitrice italiana
- 1º settembre - Nabil Hemani, calciatore algerino († 2014)
- 1º settembre - Tim Kennedy, artista marziale misto statunitense
- 1º settembre - Daniele Masolino, ex ciclista su strada italiano
- 1º settembre - James O'Connor, allenatore di calcio e ex calciatore irlandese
- 1º settembre - Amadou Sanokho, ex calciatore francese
- 1º settembre - Giorgi Shashiashvili, ex calciatore georgiano
- 1º settembre - Ken Shimizu, attore pornografico giapponese
- 1º settembre - Fernando Varela Ramos, ex calciatore spagnolo
- 1º settembre - Edgar Zapata, ex calciatore colombiano
- 2 settembre - Chiara Braga, politica italiana
- 2 settembre - Herbert Dick, ex calciatore zimbabwese
- 2 settembre - Petr Hubáček, hockeista su ghiaccio ceco
- 2 settembre - Jonathan Kite, attore e comico statunitense
- 2 settembre - Antonia Klugmann, cuoca e imprenditrice italiana
- 2 settembre - Aleksandr Povetkin, pugile russo
- 2 settembre - Fabienne Reuteler, ex snowboarder svizzera
- 2 settembre - Yousef Zayed, ex calciatore kuwaitiano
- 3 settembre - Sergio Bastida, ex calciatore argentino
- 3 settembre - Stian Eckhoff, biatleta norvegese
- 3 settembre - Michele Giurgola, apneista italiano
- 3 settembre - William Joseph, giocatore di football americano statunitense
- 3 settembre - Júlio César Soares Espíndola, ex calciatore brasiliano
- 3 settembre - Jayanthi Kuru-Utumpala, alpinista e attivista singalese
- 3 settembre - Sean Lampley, ex cestista statunitense
- 3 settembre - Clarisse Menezes, schermitrice brasiliana
- 3 settembre - Tomo Miličević, musicista bosniaco
- 3 settembre - Langston Walker, giocatore di football americano statunitense
- 3 settembre - Petr Čáslava, hockeista su ghiaccio ceco
- 4 settembre - Maksim Afinogenov, hockeista su ghiaccio russo
- 4 settembre - Renato Bonajuto, regista teatrale italiano
- 4 settembre - Fabio Crotta, cavaliere svizzero
- 4 settembre - Olivier Dokunengo, ex calciatore francese
- 4 settembre - Dieudonné Dolassem, judoka camerunese
- 4 settembre - Kerstin Garefrekes, allenatrice di calcio e ex calciatrice tedesca
- 4 settembre - Max Greenfield, attore statunitense
- 4 settembre - Han Tae-young, lottatore sudcoreano
- 4 settembre - Kristina Krepela, attrice e doppiatrice croata
- 4 settembre - Luka, cantante brasiliana
- 4 settembre - MC Mong, rapper e cantante sudcoreano
- 4 settembre - Kōsuke Matsūra, pilota automobilistico giapponese
- 4 settembre - Dwight Pezzarossi, ex calciatore e politico guatemalteco
- 4 settembre - Gledson, ex calciatore brasiliano
- 5 settembre - Jordi Bargalló, hockeista su pista spagnolo
- 5 settembre - John Carew, ex calciatore e attore norvegese
- 5 settembre - Nikola Dačević, ex cestista e allenatore di pallacanestro serbo
- 5 settembre - Stacey Dales, ex cestista canadese
- 5 settembre - Dominique van Dijk, stilista e ex calciatore olandese
- 5 settembre - Julien Lizeroux, ex sciatore alpino francese
- 5 settembre - Salvatore Mastronunzio, calciatore italiano
- 5 settembre - Aleksey Nikolayev, ex calciatore uzbeko
- 5 settembre - Michael Palm, ex cestista statunitense
- 6 settembre - Erubey Cabuto, ex calciatore messicano
- 6 settembre - Raphael Claus, arbitro di calcio brasiliano
- 6 settembre - Massimo Dell'Acqua, ex tennista italiano
- 6 settembre - Miodrag Džudović, allenatore di calcio e ex calciatore montenegrino
- 6 settembre - Nicola Gigli, matematico italiano
- 6 settembre - Nobuki Hara, ex calciatore giapponese
- 6 settembre - Stephen Haslam, ex calciatore inglese
- 6 settembre - Dzjanis Koŭba, calciatore bielorusso († 2021)
- 6 settembre - Annika Lurz, nuotatrice tedesca
- 6 settembre - Massimo Maccarone, allenatore di calcio e ex calciatore italiano
- 6 settembre - Maksim Maksimov, ex biatleta russo
- 6 settembre - Domingos Alexandre Martins Costa, allenatore di calcio e ex calciatore portoghese
- 6 settembre - Carlos Adrián Morales, allenatore di calcio e ex calciatore messicano
- 6 settembre - Christian Pampel, pallavolista tedesco
- 6 settembre - Maddalena Planatscher, ex sciatrice alpina italiana
- 6 settembre - Renate Rungger, ex mezzofondista, ex maratoneta e ex fondista di corsa in montagna italiana
- 6 settembre - Jana Schimke, politica tedesca
- 6 settembre - Low Ki, wrestler statunitense
- 7 settembre - Mary Bronstein, regista, sceneggiatrice e attrice statunitense
- 7 settembre - Peter Campbell, ex hockeista su ghiaccio canadese
- 7 settembre - Josh Hammond, attore statunitense
- 7 settembre - Pavol Hochschorner, canoista slovacco
- 7 settembre - Peter Hochschorner, canoista slovacco
- 7 settembre - Corinne Imlig, ex sciatrice alpina svizzera
- 7 settembre - Tariq Kirksay, ex cestista statunitense
- 7 settembre - Paul Mara, ex hockeista su ghiaccio statunitense
- 7 settembre - Luca Nannipieri, critico d'arte, storico dell'arte e scrittore italiano
- 7 settembre - Owen Pallett, compositore, violinista e pianista canadese
- 8 settembre - Elisabetta Balia, attrice italiana
- 8 settembre - Afrim Bilali, ex cestista e allenatore di pallacanestro albanese
- 8 settembre - Daniele Daino, dirigente sportivo, allenatore di calcio e ex calciatore italiano
- 8 settembre - Simon Danielli, ex rugbista a 15 britannico
- 8 settembre - Alain Giroletti, ex calciatore venezuelano
- 8 settembre - Robert Hartmann, arbitro di calcio tedesco
- 8 settembre - Miles Jupp, attore e comico britannico
- 8 settembre - Péter Lékó, scacchista ungherese
- 8 settembre - Alessandro Maserati, ex ciclista su strada italiano
- 8 settembre - Luca Minopoli, calciatore italiano
- 8 settembre - Pink, cantautrice e attrice statunitense
- 8 settembre - Rodrigo Pedreira, attore argentino
- 8 settembre - Kirsten Price, musicista inglese
- 8 settembre - Susana Rivadeneira, modella ecuadoriana
- 8 settembre - Alessio Sarti, ex calciatore italiano
- 8 settembre - André Jardine, allenatore di calcio brasiliano
- 8 settembre - Gregory Vallenilla, cestista venezuelano († 2007)
- 8 settembre - Frederik Willems, dirigente sportivo e ex ciclista su strada belga
- 8 settembre - Lea Ypi, filosofa e scrittrice albanese
- 9 settembre - Freddy Bichot, ciclista su strada francese
- 9 settembre - Marcin Bosak, attore polacco
- 9 settembre - Nikki DeLoach, attrice e cantante statunitense
- 9 settembre - Diosdado Gabi, pugile filippino
- 9 settembre - Anthony Giovacchini, ex cestista statunitense
- 9 settembre - Pedro Moutinho, ex calciatore portoghese
- 9 settembre - Chiara Olivieri, giocatrice di curling italiana
- 10 settembre - Ramsés Benítez, ex cestista messicano
- 10 settembre - Richard Breutner, schermidore tedesco
- 10 settembre - Irene Cao, scrittrice italiana
- 10 settembre - Alfredo Cariello, allenatore di calcio e ex calciatore italiano
- 10 settembre - Christophe Caschili, allenatore di calcio francese
- 10 settembre - Amanda Moore, modella statunitense
- 10 settembre - Ogert Muka, ex calciatore albanese
- 10 settembre - Mustis, polistrumentista norvegese
- 10 settembre - Laia Palau, ex cestista spagnola
- 10 settembre - Jocelyn Penn, ex cestista statunitense
- 10 settembre - Qian Zhenhua, pentatleta cinese
- 10 settembre - Ayana Walker, ex cestista statunitense
- 10 settembre - Jacob Young, attore televisivo statunitense
- 11 settembre - Éric Abidal, dirigente sportivo e ex calciatore francese
- 11 settembre - Nicola Ascoli, allenatore di calcio, dirigente sportivo e ex calciatore italiano
- 11 settembre - Leon Cort, ex calciatore inglese
- 11 settembre - Abdullah Darwish, ex calciatore emiratino
- 11 settembre - Christopher Dorner, poliziotto e criminale statunitense († 2013)
- 11 settembre - Javad Foroughi, tiratore a segno iraniano
- 11 settembre - Frank Francisco, ex giocatore di baseball dominicano
- 11 settembre - Kenneth Høie, ex calciatore norvegese
- 11 settembre - Krunoslav Lovrek, ex calciatore croato
- 11 settembre - Hana Machová, ex cestista ceca
- 11 settembre - Banjong Pisanthanakun, regista e sceneggiatore tailandese
- 11 settembre - David Pizarro, allenatore di calcio e ex calciatore cileno
- 11 settembre - Ariana Richards, attrice statunitense
- 11 settembre - Cameron Richardson, attrice e modella statunitense
- 11 settembre - Carlos Saucedo, calciatore boliviano
- 11 settembre - Tiffany Shepis, attrice statunitense
- 11 settembre - So Yokoku, goista cinese
- 11 settembre - Eliezer Yudkowsky, scrittore statunitense
- 12 settembre - Abbas Ahmed Atwi, ex calciatore libanese
- 12 settembre - Paola Maria Chiesa, politica italiana
- 12 settembre - Vito Fovio, ex pallamanista e allenatore di pallamano italiano
- 12 settembre - Juan Francisco Fuentes, allenatore di calcio a 5 spagnolo
- 12 settembre - Jonathan Joubert, ex calciatore francese
- 12 settembre - Bunny Luv, ex attrice pornografica statunitense
- 12 settembre - Edoardo Pesce, attore italiano
- 12 settembre - Damien Traille, rugbista a 15 francese
- 13 settembre - Geike Arnaert, cantante belga
- 13 settembre - Ulıqbek Asanbayev, ex calciatore kazako
- 13 settembre - Jamie Day, allenatore di calcio e ex calciatore inglese
- 13 settembre - Anke De Mondt, ex cestista belga
- 13 settembre - Marián Dirnbach, ex calciatore slovacco
- 13 settembre - Manuel Friedrich, ex calciatore tedesco
- 13 settembre - Linda Grubben, ex biatleta norvegese
- 13 settembre - Ivan Miljković, dirigente sportivo e ex pallavolista serbo
- 13 settembre - Demián Rugna, regista e sceneggiatore argentino
- 13 settembre - Mariam Sy, ex cestista maliana
- 13 settembre - Julio César de León, calciatore honduregno
- 14 settembre - Brandon Jon Abel, ex hockeista su ghiaccio statunitense
- 14 settembre - Julio Gutiérrez, ex calciatore cileno
- 14 settembre - Ivica Olić, allenatore di calcio e ex calciatore croato
- 14 settembre - Adalid Puerto, ex calciatore honduregno
- 14 settembre - Antônio Silva, artista marziale misto brasiliano
- 14 settembre - Lorenzo Tugnoli, fotografo italiano
- 15 settembre - Dave Annable, attore statunitense
- 15 settembre - Lorenzo Bernucci, ex ciclista su strada italiano
- 15 settembre - Amy Davidson, attrice statunitense
- 15 settembre - Nicole Fiscella, attrice e modella statunitense
- 15 settembre - Magdalena Grzywa, ex biatleta polacca
- 15 settembre - Dean Holden, allenatore di calcio e ex calciatore nordirlandese
- 15 settembre - Corina Istrătescu, ex cestista rumena
- 15 settembre - Nate James, cantautore britannico
- 15 settembre - Eric Johnson, ex giocatore di football americano statunitense
- 15 settembre - Sebastian Lang, ex ciclista su strada tedesco
- 15 settembre - Patrick Marleau, hockeista su ghiaccio canadese
- 15 settembre - Sergio Pérez Anagnostou, ex cestista e dirigente sportivo spagnolo
- 15 settembre - Ivan Režić, ex calciatore croato
- 15 settembre - Carlos Ruiz, ex calciatore e ex giocatore di calcio a 5 guatemalteco
- 16 settembre - Ava Addams, attrice pornografica francese
- 16 settembre - Francesco Consigli, ex hockeista su pista italiano
- 16 settembre - Flo Rida, rapper statunitense
- 16 settembre - Ricardo Esteves, ex calciatore portoghese
- 16 settembre - Amir Koku, ex calciatore sudanese
- 16 settembre - Soo Ae, attrice sudcoreana
- 16 settembre - Alessio Tenani, orientista italiano
- 16 settembre - Keisuke Tsuboi, ex calciatore giapponese
- 17 settembre - Sota Aoyama, attore giapponese
- 17 settembre - Jono Bacon, giornalista, hacker e cantante britannico
- 17 settembre - Neill Blomkamp, regista, sceneggiatore e effettista sudafricano
- 17 settembre - Carlinhos Bala, ex calciatore brasiliano
- 17 settembre - Chuck Comeau, batterista e compositore canadese
- 17 settembre - Marcin Dorna, allenatore di calcio polacco
- 17 settembre - Mariana González, schermitrice venezuelana
- 17 settembre - Clive Hachilensa, allenatore di calcio e ex calciatore zambiano
- 17 settembre - Goran Jeretin, ex cestista montenegrino
- 17 settembre - Ingrid Martz, attrice e modella messicana
- 17 settembre - Billy Miller, attore e imprenditore statunitense († 2023)
- 17 settembre - Ana Moura, cantante portoghese
- 17 settembre - Michel Nykjær, pilota automobilistico danese
- 17 settembre - Kevin Sheppard, allenatore di pallacanestro, ex cestista e ex calciatore americo-verginiano
- 18 settembre - Gonzalo Aemilius, presbitero e teologo uruguaiano
- 18 settembre - Daniel Aranzubía, ex calciatore spagnolo
- 18 settembre - Cristian Arrieta, ex calciatore statunitense
- 18 settembre - Bobo Chan, cantante, attrice e modella cinese
- 18 settembre - Rachad Chitou, ex calciatore beninese
- 18 settembre - Osama Daghles, ex cestista e allenatore di pallacanestro giordano
- 18 settembre - Dave Greszczyszyn, skeletonista canadese
- 18 settembre - High Contrast, disc jockey britannico
- 18 settembre - Jun'ichi Inamoto, ex calciatore giapponese
- 18 settembre - Sander Keller, ex calciatore olandese
- 18 settembre - Artur Kolodziejski, ex cestista polacco
- 18 settembre - Federico Leardini, giornalista italiano († 2018)
- 18 settembre - Alison Lohman, attrice statunitense
- 18 settembre - Serjão, ex giocatore di calcio a 5 brasiliano
- 18 settembre - John Piercy, ex calciatore inglese
- 18 settembre - Fariba Rahimi, modella norvegese
- 18 settembre - Alessandro Tomasi, politico italiano
- 18 settembre - Geoff Trappett, ex atleta paralimpico australiano
- 18 settembre - Simon Trpčeski, pianista macedone
- 19 settembre - Mohamed Armoumen, ex calciatore marocchino
- 19 settembre - Yvonne Cernota, bobbista tedesca († 2004)
- 19 settembre - Alan Osório da Costa Silva, ex calciatore brasiliano
- 19 settembre - Sara Di Vaira, personaggio televisivo e ballerina italiana
- 19 settembre - Joel Houston, cantautore australiano
- 19 settembre - Jang Young-ran, cantante e attrice sudcoreana
- 19 settembre - Kim Hyang-mi, ex tennistavolista nordcoreana
- 19 settembre - Jarno Laasala, produttore televisivo, stuntman e personaggio televisivo finlandese
- 19 settembre - Noémie Lenoir, modella e attrice francese
- 19 settembre - Brian Liebenberg, ex rugbista a 15 sudafricano
- 19 settembre - Natal'ja Merkulova e Aleksej Čupov, regista e sceneggiatrice russa
- 19 settembre - Tat'jana Muratova, pentatleta russa
- 19 settembre - Budi Sudarsono, ex calciatore indonesiano
- 19 settembre - Mikael Tellqvist, ex hockeista su ghiaccio svedese
- 19 settembre - Simon Vella, ex calciatore maltese
- 20 settembre - Simona Albertazzi, ex cestista italiana
- 20 settembre - Francesca Biral, ex cestista italiana
- 20 settembre - Sean Davis, ex calciatore inglese
- 20 settembre - Paul Ifill, ex calciatore inglese
- 20 settembre - Lars Jacobsen, allenatore di calcio e ex calciatore danese
- 20 settembre - Atsushi Ōkubo, fumettista giapponese
- 20 settembre - Damien Ryan, ex cestista australiano
- 20 settembre - Alëna Sid'ko, ex fondista russa
- 20 settembre - Chris Tardio, attore statunitense
- 21 settembre - Bradford Anderson, attore statunitense
- 21 settembre - Sergio Aquino, ex calciatore paraguaiano
- 21 settembre - Barak Bakhar, allenatore di calcio e ex calciatore israeliano
- 21 settembre - Martina Beck, ex biatleta tedesca
- 21 settembre - Francesca Beggio, attrice italiana
- 21 settembre - Cinzia Bomoll, scrittrice, sceneggiatrice e regista italiana
- 21 settembre - Richard Dunne, allenatore di calcio e ex calciatore irlandese
- 21 settembre - Julien François, allenatore di calcio e ex calciatore francese
- 21 settembre - William Frullani, multiplista e bobbista italiano
- 21 settembre - Julian Gray, ex calciatore inglese
- 21 settembre - Keith Lasley, allenatore di calcio e ex calciatore scozzese
- 21 settembre - Brandi McCain, ex cestista statunitense
- 21 settembre - Mauricio Salazar, ex calciatore cileno
- 21 settembre - Rada Vidović, ex cestista montenegrina
- 22 settembre - Emilie Autumn, cantante, violinista e polistrumentista statunitense
- 22 settembre - Bakkies Botha, ex rugbista a 15 sudafricano
- 22 settembre - MyAnna Buring, attrice e doppiatrice svedese
- 22 settembre - Swin Cash, ex cestista statunitense
- 22 settembre - Chad Michael Collins, attore statunitense
- 22 settembre - Zvonimir Deranja, ex calciatore croato
- 22 settembre - Peggy Flanagan, politica statunitense
- 22 settembre - Carlos Fumo Gonçalves, ex calciatore mozambicano
- 22 settembre - Michael Graziadei, attore statunitense
- 22 settembre - Peter McDonald, ex ciclista su strada australiano
- 22 settembre - Gastón Páez, ex cestista uruguaiano
- 22 settembre - Jericho Rosales, attore e cantautore filippino
- 22 settembre - Roberto Saviano, scrittore, giornalista e sceneggiatore italiano
- 22 settembre - Cezary Trybański, ex cestista polacco
- 22 settembre - Alex Valencia, giocatore di calcio a 5 e ex calciatore norvegese
- 22 settembre - Sven Vandenbroeck, allenatore di calcio e ex calciatore belga
- 22 settembre - Phil Waugh, dirigente d'azienda, dirigente sportivo e rugbista a 15 australiano
- 23 settembre - Refaat Alareer, poeta e attivista palestinese († 2023)
- 23 settembre - Azrinaz Mazhar Hakim, principessa bruneiana
- 23 settembre - Patrice Bernier, allenatore di calcio e ex calciatore canadese
- 23 settembre - Ricky Davis, ex cestista statunitense
- 23 settembre - Guf, rapper russo
- 23 settembre - Janelle James, comica e attrice statunitense
- 23 settembre - Lisa Loven Kongsli, attrice norvegese
- 23 settembre - Bryant McKinnie, giocatore di football americano statunitense
- 23 settembre - Norma Nivia, modella e attrice colombiana
- 23 settembre - Fábio Simplício, ex calciatore brasiliano
- 23 settembre - Lote Tuqiri, rugbista a 13 e rugbista a 15 australiano
- 23 settembre - Pavol Vavrik, ex calciatore slovacco
- 23 settembre - Nicole Whippy, attrice neozelandese
- 24 settembre - Ali Saeed Abdulla, ex calciatore bahreinita
- 24 settembre - Yvan Bourgis, ex calciatore francese
- 24 settembre - Emmerson Boyce, ex calciatore barbadiano
- 24 settembre - Erin Chambers, attrice statunitense
- 24 settembre - Ginevra Elkann, produttrice cinematografica e regista italiana
- 24 settembre - Fábio Aurélio, ex calciatore brasiliano
- 24 settembre - Desiree Glaubitz, ex cestista australiana
- 24 settembre - Viola Graziosi, attrice italiana
- 24 settembre - Jin Jong-oh, tiratore a segno sudcoreano
- 24 settembre - Katja Kassin, ex attrice pornografica tedesca
- 24 settembre - Turan Mirzəyev, ex sollevatore azero
- 24 settembre - Hubert Nake, calciatore vanuatuano
- 24 settembre - Stina Hofgård Nilsen, ex sciatrice alpina norvegese
- 24 settembre - Ted Jan Roberts, attore statunitense († 2022)
- 24 settembre - Beñat San José, allenatore di calcio spagnolo
- 24 settembre - Fernando Soriano, dirigente sportivo, allenatore di calcio e ex calciatore spagnolo
- 24 settembre - Rodrigo Teixeira, ex giocatore di calcio a 5 brasiliano
- 24 settembre - Shukor Adan, calciatore malese
- 25 settembre - Ponaryo Astaman, allenatore di calcio e ex calciatore indonesiano
- 25 settembre - Rashad Evans, artista marziale misto statunitense
- 25 settembre - Péter Halmosi, calciatore ungherese
- 25 settembre - Chris Johnson, giocatore di football americano statunitense
- 25 settembre - Jason Koumas, ex calciatore gallese
- 25 settembre - Jean-René Lisnard, ex tennista e allenatore di tennis monegasco
- 25 settembre - Leonel Marshall, pallavolista cubano
- 25 settembre - Nadežda Orlova, ex bobbista russa
- 25 settembre - Michele Scarponi, ciclista su strada italiano († 2017)
- 26 settembre - David Bissett, bobbista canadese
- 26 settembre - Nikita Cuffe, pallanuotista australiana
- 26 settembre - Félix Dja Ettien, ex calciatore ivoriano
- 26 settembre - Mark Famiglietti, attore statunitense
- 26 settembre - Miguel Ángel García Tébar, ex calciatore spagnolo
- 26 settembre - Marcelo Gomes, ballerino brasiliano
- 26 settembre - Jon Harley, ex calciatore inglese
- 26 settembre - Chris Kunitz, ex hockeista su ghiaccio canadese
- 26 settembre - Vladimir Marín, ex calciatore colombiano
- 26 settembre - Ignacio Ochoa, cestista argentino
- 26 settembre - David Perpetuini, calciatore inglese
- 26 settembre - Jaycie Phelps, ex ginnasta statunitense
- 26 settembre - Rožle Prezelj, ex altista sloveno
- 26 settembre - Elena Reiche, pentatleta tedesca
- 26 settembre - Taavi Rõivas, politico estone
- 26 settembre - Nick Weidenfeld, produttore televisivo e animatore statunitense
- 26 settembre - Vedran Zrnić, ex pallamanista croato
- 27 settembre - Zita Görög, attrice ungherese
- 27 settembre - Maksym Myrhorods'kyj, generale ucraino
- 27 settembre - Michael Mutzel, dirigente sportivo, allenatore di calcio e ex calciatore tedesco
- 27 settembre - Romano Obilinović, ex calciatore croato
- 27 settembre - Shinji Ono, ex calciatore giapponese
- 27 settembre - Edgar Ramos, ex calciatore colombiano
- 27 settembre - Mirko Tagliasacchi, bassista italiano
- 28 settembre - Rogério Márcio Botelho, ex calciatore brasiliano
- 28 settembre - Filipe Cândido, allenatore di calcio e ex calciatore portoghese
- 28 settembre - Fabrice Ehret, ex calciatore francese
- 28 settembre - Davidi Kitai, giocatore di poker belga
- 28 settembre - Ben Lewis, attore e cantante australiano
- 28 settembre - Bam Margera, skater, stuntman e personaggio televisivo statunitense
- 28 settembre - Anndi McAfee, attrice, doppiatrice e cantante statunitense
- 28 settembre - Kris Morlende, ex cestista della Repubblica del Congo
- 28 settembre - Hannah Myers, rugbista a 15 e dirigente sportiva neozelandese
- 28 settembre - Jurij Patrikeev, lottatore russo
- 28 settembre - Tristan Peersman, ex calciatore belga
- 28 settembre - Alessandra Pierelli, showgirl e attrice italiana
- 28 settembre - Kerstin Reisenhofer, ex sciatrice alpina austriaca
- 28 settembre - Sandra Sassine, schermitrice canadese
- 28 settembre - Fabio Soli, allenatore di pallavolo e ex pallavolista italiano
- 29 settembre - Orhan Ak, allenatore di calcio e ex calciatore turco
- 29 settembre - Artika Sari Devi, modella indonesiana
- 29 settembre - Dejan Dimitrovski, ex calciatore macedone
- 29 settembre - Barbara Gibertini, ex cestista italiana
- 29 settembre - Martin Jágr, ex rugbista a 15 ceco
- 29 settembre - Karim Kamanzi, ex calciatore ruandese
- 29 settembre - Michel Kamanzi, ex calciatore ruandese
- 29 settembre - Gaitana, cantante e cantautrice ucraina
- 29 settembre - Matías Lescano, ex cestista argentino
- 29 settembre - Jaime Lozano, allenatore di calcio e ex calciatore messicano
- 29 settembre - Alex Marte, attore pornografico italiano
- 29 settembre - Noh Byung-jun, calciatore sudcoreano
- 29 settembre - Marcos Roberto Pereira dos Santos, ex calciatore brasiliano
- 29 settembre - Nicola Princivalli, allenatore di calcio e ex calciatore italiano
- 29 settembre - Jaroslav Volf, canoista ceco
- 29 settembre - Hairuddin Omar, ex calciatore malese
- 30 settembre - Mike Damus, attore statunitense
- 30 settembre - Jon Kasdan, attore, regista e sceneggiatore statunitense
- 30 settembre - Primož Kozmus, martellista sloveno
- 30 settembre - Juho Kuosmanen, regista e sceneggiatore finlandese
- 30 settembre - Quido Lanzaat, ex calciatore olandese
- 30 settembre - José Orlando Martínez, ex calciatore salvadoregno
- 30 settembre - Andy van der Meyde, ex calciatore olandese
- 30 settembre - Yūta Minami, ex calciatore giapponese
- 30 settembre - Justin Smith, ex giocatore di football americano statunitense